# Gare de Neslandsvatn
La gare de Neslandsvatn se situe dans le village de Neslandsvatn, commune de Drangedal. La gare est à  220,76 km d'Oslo. Elle fut mise en service le 2 décembre 1927 lorsque la Sørlandsbanen fut opérationnelle jusqu'à Kragerø.
La ligne du Sørland fut poursuivie jusqu'à Gjerstad dans les années 1930 et le tronçon allant à Kragerø devint une ligne à part entière : Kragerøbanen. La ligne Neslandsvatn – Kragerø (27 km) est fermée depuis 1989 et a été remplacée par une desserte en bus.